# Virgilio Failla
Virgilio Failla (Modica, 13 marzo 1921 – Roma, 24 ottobre 1979) è stato un giornalista, partigiano e politico italiano.

## Biografia
Antifascista, nel 1936 è attivo nella formazione dei gruppi studenteschi universitari avversi al regime. Nel 1942 aderisce al Partito Comunista Italiano in clandestinità, e nel 1943 è tra i principali organizzatori del movimento di Resistenza della zona. Terminato il conflitto collabora con l'Unità per diventare successivamente condirettore de Il Mattino del Popolo di Venezia.
Nel 1948 viene eletto nelle file del Partito Comunista Italiano alla Camera dei deputati, dalla I alla IV legislatura, cessando l'attività parlamentare nel 1968.